# Ауд Мъдрата
Ауд Мъдрата (на старонорвежки: Auðr djúpúðga Ketilsdóttir) е норвежка знатна дама, смятана за една от първите заселници на Исландия през 9 в. Тя се споменава в голям брой средновековни саги – Сага за хората от Долината на сьомгата, Книга за заселването на Исландия, Сага за изгарянето на Нял, Сага за хората от Пясъчния бряг, Сага за Ейрик Рижия и Сага за Гретир.
Ауд била дъщеря на Кетил Плосконосия и неговата съпруга Ингвилд Кетилсдотир. Била омъжена за Олав Белия, провъзгласил се за конунг на Дъблин. Двамата имали син Торнстейн Рижия. След като мъжът ѝ бил убит в битка в Ирландия, Ауд и синът ѝ се установили на Хебридските острови. Там Торнстейн се оженил и станал знаменит конунг като завладял по-голямата част от Северна Шотландия през 870-880 г., но при едно въстание бил предаден от хората си и убит.
След като научила за смъртта на сина си, Ауд наредила да ѝ построят викингски кораб, съоръжен като за дълги плавания. С него тя се отправила заедно с внуците си отначало към Оркнейските острови, където омъжила най-голямата си внучка, Гроа, след това направила един престой на Фарьорските острови, където омъжила друга от внучките си, Алоф, и накрая се заселила в Брейдафиорд в Исландия.
На кораба под нейно командване имало двадесет мъже, както и известен брой роби от Британските острови. При установяването ѝ в Исландия Ауд им дарила свободата и им предоставила земя, за да се изхранват, въпреки че те не получили всички права на свободно родени хора. Тъй като Ауд била християнка, обикновено се приема, че тя е донесла и християнството в Исландия.
Причината, накарала Ауд да се засели в Исландия, се дискутира. Според някои съпругът ѝ Олав Белия е възможно да не е бил убит и да се е завърнал в Норвегия през 871 г., за да поеме отново управлението на бащините си земи.
Според Сага за хората от Долината на сьомгата след гибелта на Торнстейн „Ауд разбрала, че няма повече шанс да възстанови позициите си“ затова заповядала тайно в горите да ѝ построят кораб и натоварвайки голяма част от богатството си, и събирайки целия си останал род, своите роби и някои семейни приятели, ги повела през Оркнейските и Фарьорските острови към Исландия, където да започнат нов живот.